# Luigi Belloli

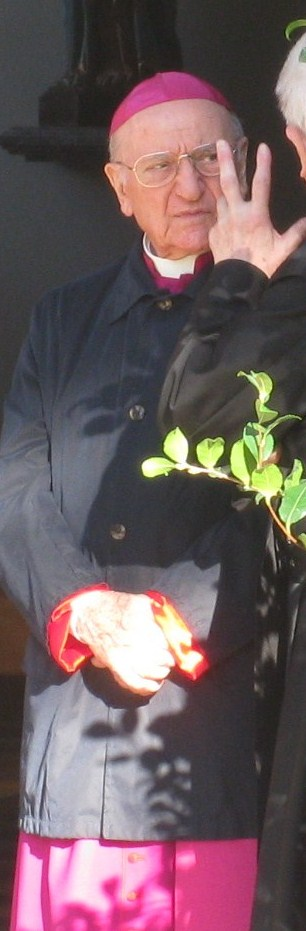
Bischof Luigi Belloni (2008)

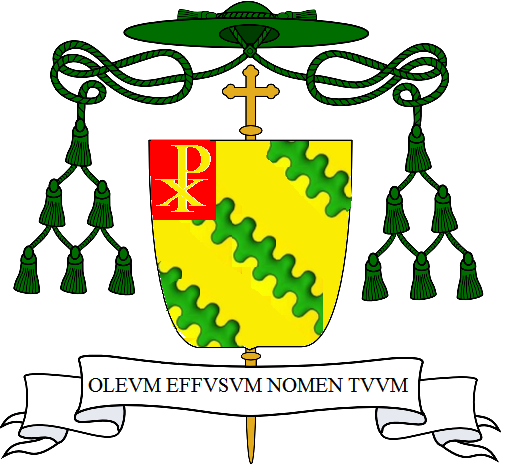
Bischofswappen

Luigi Paolo Angelo Belloli (* 25. Juli 1923 in Inveruno, Provinz Mailand, Italien; † 5. November 2011 ebenda) war ein italienischer Geistlicher und römisch-katholischer Bischof von Anagni-Alatri.

## Leben
Luigi Paolo Angelo Belloli studierte im Priesterseminar von Venegono Inferiore und in Mailand. Er empfing am 15. Juni 1946 die Priesterweihe durch den Mailänder Erzbischof Alfredo Ildefonso Schuster. Er wurde in Mailand zum Dr. theol. promoviert und unterrichtete am Collegio San Carlo di Milano. Er wurde 1961 zum Regens des Collegio Borromeo di Pavia ernannt. 1969 wurde er zum Regens des Päpstlichen Lombardischen Priesterseminars in Rom berufen. Am 11. Oktober 1973 verlieh ihm Papst Paul VI. den Ehrentitel Apostolischer Protonotar.
Papst Johannes Paul II. ernannte ihn am 7. Dezember 1987 zum Bischof von Anagni-Alatri und spendete ihm am 6. Januar 1988 im Petersdom die Bischofsweihe; Mitkonsekratoren waren Eduardo Martínez Somalo, Substitut des Staatssekretariates, und Giovanni Battista Re, Sekretär der Kongregation für die Bischöfe. Am 6. März 1999 nahm Papst Johannes Paul II. seinen altersbedingten Rücktritt an.
Belloli war Ehrendomherr der Basilika Santa Maria Maggiore in Rom.
2005 wurde er mit dem Premio Internazionale Bonifacio VIII ausgezeichnet. Der Stadtrat von Inveruno ernannte ihn zum Cittadino Benemerito.